# Branta hylobadistes
El nēnē-nui (hawaiano: "gran nēnē") o ganso que camina por el bosque (Branta hylobadistes) es una especie extinta de ganso que alguna vez habitó Maui y posiblemente (o especies estrechamente relacionadas) Kauaʻi, Oʻahu y quizás Molokaʻi. Se conoce por una gran cantidad de huesos subfósiles (varios miles de huesos de muchas docenas de individuos) encontrados en sedimentos de cuevas del Holoceno.

## Evolución
El nēnē-nui (junto con el nēnē y el extinto ganso gigante de Hawái) evolucionó a partir del ganso canadiense que emigró a las islas cerca del inicio del período Holoceno y se adaptó al ambiente tropical del Pacífico. Esta evolución se evidencia tanto por las similitudes genéticas como por las apariencias externas. Un ejemplo de esto es que los gansos canadienses tienen el cuello negro, mientras que los nēnē supervivientes son similares en que tienen los lados y la parte delantera del cuello de color beige con surcos oscuros.  Los científicos también han llegado a la conclusión de que las dos razones principales de esta evolución fueron la pérdida de migración y el cambio de hábitat, lo que eventualmente llevó al cambio en la envergadura de las alas del ganso y a un cambio en la profundidad de sus cráneos y picos.
Por supuesto, se desconoce la apariencia del nēnē-nui en vida, pero se puede suponer que fue similar a su pariente existente, ya que los gansos Branta comparten la mayoría de las características del plumaje. Las principales diferencias con el nēnē eran que normalmente era alrededor de un 5% más grande, mientras que los huesos del aparato de vuelo tenían una longitud reducida aproximadamente en la misma cantidad. Sin embargo, había mucha variación en el tamaño de los huesos de las alas y del ave misma; Algunos ejemplares pequeños tenían alas muy reducidas.
En el momento de su extinción, el nēnē-nui se encontraba en una etapa intermedia de la evolución hacia la capacidad de volar: el extenso material sugiere que, en la misma población, todo el espectro de individuos con capacidad de vuelo disminuida o marginal hasta individuos no voladores con capacidad de vuelo marcadamente reducida las alas habían estado presentes. Hasta ahora, el nēnē-nui es la única especie en la que el proceso de dejar de volar está documentado por evidencia paleontológica real, y no solo por el resultado final. Se puede conjeturar que el aislamiento reproductivo entre los nēnē-nui y los nēnē no fue del todo completo, lo que permitió la introgresión de los alelos nēnē (la especie superviviente todavía es una fuerte voladora, pero ya no es capaz de migrar a largas distancias) y sostuvo el estado intermedio durante más tiempo de lo habitual.
Se ha encontrado un solo esqueleto de un ave similar en Kaua'i y muchos más en O'ahu; estos últimos parecen ser intermedios entre el nēnē-nui y el nēnē. Como las relaciones de estas formas no han sido determinadas, no están asignadas formalmente a B. hylobadistes . No se ha encontrado material de esta especie en Moloka'i; sin embargo, los lugares donde se han encontrado huesos de aves extintas en esa isla se encuentran en la zona árida y, por lo tanto, sería poco probable que aparecieran huesos de aves acuáticas en dichos lugares.

## Extinción
De manera similar a lo que ocurrió en otras islas del Pacífico durante la época (el período Holoceno), el nēnē-nui (así como la mayoría de sus parientes y los patos locales, como el Moa-nalo) se extinguieron poco después de que los humanos asentamiento de las islas hawaianas.